# Milenko Vesnić
Milenko Radomar Vesnić (Dunišice, 1863. február 13. – Párizs, 1921. május 15.) szerb politikus, diplomata, kormánytag és miniszterelnök volt. 

## Élete
A Pešteren fekvő Dunišicén született, de mivel négy éves korában apját megölték a törökök, anyja vele és valamivel idősebb bátyjával, Milutinnal Szandzsákból Szerbiába menekült, és a Karanovac (Kraljevo) melletti Grdica faluban telepedett le. Nagy szegénységben teltek gyermekévei, melyek nagy részében mások állatállományára vigyázott. Testvérével Karanovacon végezte el az általános iskolát. 11 évesen Belgrádba ment gimnáziumba, ahol az első években módosabb családok szolgálatából tartotta fenn magát, majd kitűnő tanulóként a gazdagabb családok gyermekeit korrepetálta. A gimnázium hatodik osztályában megjelentette első művét Đura Jakšićról, és verseket is kezdett írni, de nem később ezt nem folytatta. 1882-ben érettségizett, majd beiratkozott a jogi egyetemre.
Vesnić 1883-tól jogot tanult a belgrádi egyetemen. Nagyon korán, közvetlenül a Timoča-lázadás után csatlakozott a Radikális Párthoz. Ennek ellenére állami ösztöndíjat kapott, hogy Münchenben és Lipcsében folytathassa tanulmányait. 1888. augusztus 8-án Münchenben szerzett doktori címet a „A délszlávok vérbosszúja” című jogi szakdolgozatával. Igen nagyra értékelt dolgozata a következő évben németül is megjelent Stuttgartban. Két következő két évet Párizsban (1888–1889) és Londonban (1889–1890) töltötte, hogy további jogi szakképzettséget szerezzen. Miután visszatért európai útjáról, amely egybeesett Milán király lemondásával és Nikola Pašić száműzetéséből való visszatérésével, 1891-ben a konstantinápolyi szerb követség titkáraként csatlakozott Szerbia diplomáciai szolgálatához. 1893-ban Vesnićet egyetemi tanárrá nevezték ki a belgrádi egyetemen, és a Népi Radikális Párt tagjaként ugyanabban az évben a Szerb Nemzetgyűlés képviselője lett. A nemzetgyűlésben jelentős szerepe volt a liberális Jovan Avakumović és Stojan Ribarc elleni, hatalmi visszaélés miatti per megindításában. Elindította a Szerb Jogi Társaság újságját, a „Pravnik” nevű folyóiratot, melynek szerkesztője lett.
Sava Grujić kormányában (1893–1894) Vesnić oktatási és vallásügyi miniszter volt. Mint már megbecsült jogász, a hágai Nemzetközi Jogi Intézet levelező tagjává választották, majd 1898-ban rendes tagja lett. Miután a Le Temps című párizsi újságban megsértette I. Milán szerb királyt 1899-ben két év börtönbüntetésre ítélték. Büntetését a pozsareváci börtönben töltötte, ahol Bartolomeo Kunibertnek a szerb felkelésről és Miloš Obrenović első kormányáról írt művét fordította. 1901-ben római szerb nagykövetként tért vissza a diplomáciai szolgálatba.
1904-ben párizsi szerb nagykövetnek nevezték ki, és ezt a posztot különböző feltételekkel közel 17 éven át töltötte be. Ott vett feleségül egy gyönyörű és rendkívül gazdag özvegyet, az amerikai Blanche Ulmant, aki ismerte Wilson elnök feleségét, és aki jelentősen segítette őt az anyagi jólét megteremtésében, valamint a diplomáciai és humanitárius tevékenységben, különösen az első világháború idején. 1906-ban Nikola Pašić radikális kabinetjében igazságügyminiszter volt majd Szerbia nagyköveteként visszatért Párizsba, ahol a vámháború alatt Szerbia érdekében aktív diplomáciai tevékenységet fejtett ki. Párizsi tartózkodása alatt a francia-szerb kapcsolatokat pozitív irányba terelte, ami különösen fontos volt a következő időszakban. Abban az időben nagy számban jelent meg a szerbek történetével és etnológiájával foglalkozó munkái külföldi szaklapokban. Az annexiós válság idején a párizsi sajtóban P. P. de Sokolovitch álnéven több cikket is közölt az osztrák-magyar imperialista politika ellen. Rendkívül aktív és eredményes szerepe volt Szerbia Franciaországgal folytatott tárgyalásaiban a fegyverkezési kölcsön megkötéséről (különös tekintettel az ún. ágyúkérdés megoldására és a vasútépítésre), valamint a francia tőke behatolására az ún. a szerb pénzpiacra. A balkáni háborúk után Vesnić a londoni Nagykövetek Konferenciája szerb delegációjának tagja volt (1912–1913). A Vatikánnal a konkordátumról folytatott tárgyalások során (1914) kiemelkedő szerepet játszott, felhasználva neves olasz politikusokkal és diplomatákkal való ismeretségét.
Az első világháború alatt sikeresen szervezett különböző konferenciákat Szerbia háborús erőfeszítései érdekében. Nagy támasza volt Nikola Pašićnak, hogy megnyerje a francia hivatalos politikát és a nyilvánosságot Szerbia háborús céljainak – Jugoszlávia megteremtésének. 1916-ban a párizsi Erkölcs- és Politikatudományi Akadémia tagjává választották. Amikor az Amerikai Egyesült Államok belépett a háborúba, Amerikába ment, ahol diplomáciai kapcsolatait és befolyásos emberekkel való ismeretségét használta fel a szerb érdekek sikeres képviseletére. Nikola Pašić politikai irányvonalát követve 1918 második felében felhagyott a jugoszláv állam létrejöttének előmozdításával, és Nagy-Szerbia megalakítását szorgalmazta.
Vesnić Szerbia diplomáciai képviselője volt a versailles-i párizsi békekonferencián 1919 júniusában. Vesnić a békekonferencia előtt Washingtonba utazott, hogy találkozzon Wilsonnal, és elmagyarázza a szerb álláspontot az Osztrák-Magyar Birodalom felbomlásával kapcsolatban. 1919 januárjában is Szerbiát képviselte a Nemzetek Szövetsége konferenciáján. Vesnić 1920-ban a Szerb-Horvát-Szlovén Királyság miniszterelnöke lett, és hivatali ideje alatt aláírta ő írta alá a rapallói szerződést Olaszországgal. Előkészítette, meghirdette és lebonyolította az alkotmányozó nemzetgyűlési választásokat. Vesnić második kormánya alatt (1920–1921) megtartotta a külügyminiszteri tárcát is. Észrevette a kommunista eszme behatolását Szerbiába, és kormánya elfogadta a Proklamációt, amely a forradalmat hirdető kommunista propaganda terjesztése ellen irányult. Az új állam rendkívül bonyolult körülményei között nem azonban boldogult, és 1921 elején visszatért Párizsba. Hirtelen halt meg és nagy tisztelettel és Sándor régens jelenlétében temették el Párizsban, majd három év után hamvait áthelyezték a belgrádi új temetőbe. Könyvtárát a belgrádi egyetem jogi karára hagyta, amely átvette a jogi szakkönyveket, a többit pedig az egyetem központi könyvtárának adta át, ahol ládákban tárolták, de 1922 decemberében egy diáklázadás során megsemmisültek.
Négy nyelven beszélt: franciául, németül, olaszul és angolul. Beszédeinek és a francia lapokban, folyóiratokban megjelent cikkeinek gyűjteménye 1921-ben Párizsban jelent meg „Szerbia a nagy háború alatt” (La Serbie à travers la Grande Guerre) címmel. A párizsi Académie des Sciences Morales et Politiques levelező tagjává választották. Tehetséges jogtudósként több tucat tanulmányt írt általában a nemzetközi jogról, és különösen Bosznia-Hercegovinának a nemzetközi rendszerben elfoglalt helyzetéről az 1878-as osztrák-magyar megszállás után. Vesnić fontos nemzetközi és büntetőjogi tankönyveket fordított le franciáról és németről szerb nyelvre, valamint lefordította a Miloš Obrenović herceg uralmáról szóló könyvet, amelyet olasz orvosa, Bartholomeo Cunibert írt franciául.

## Fordítás
- Ez a szócikk részben vagy egészben  a   Milenko Radomar Vesnić című angol Wikipédia-szócikk ezen változatának fordításán alapul.  Az eredeti cikk szerkesztőit annak laptörténete sorolja fel. Ez a jelzés csupán a megfogalmazás eredetét és a szerzői jogokat jelzi, nem szolgál a cikkben szereplő információk forrásmegjelöléseként.
- Ez a szócikk részben vagy egészben  a(z)   Миленко Веснић című szerb Wikipédia-szócikk ezen változatának fordításán alapul.  Az eredeti cikk szerkesztőit annak laptörténete sorolja fel. Ez a jelzés csupán a megfogalmazás eredetét és a szerzői jogokat jelzi, nem szolgál a cikkben szereplő információk forrásmegjelöléseként.